# تپه دلاور
تپه دلاور مربوط به دوره اشکانیان است و در شهرستان بروجرد، بخش مرکزی، دهستان شیروان، ۱۲۰۰ متری شرق روستای گنجینه واقع شده و این اثر در تاریخ ۲۸ اسفند ۱۳۸۵ با شمارهٔ ثبت ۱۸۳۶۰ به‌عنوان یکی از آثار ملی ایران به ثبت رسیده است.